# Opština Pećinci
Die Opština Pećinci (serbisch-kyrillisch Пећинци) ist eine Gemeinde im Südosten des serbischen Bezirkes Srem, etwa 30 km nordöstlich von Belgrad und südlich von Novi Sad. Der Hauptort der Gemeinde ist Pećinci. 
Die Gemeinde liegt am linken Ufer der Save und bildet den südlichsten Teil der Vojvodina.

## Stadtbezirk
Neben dem Hauptort umfasst die Gemeinde Pećinci noch 14 weitere Orte im Umland. Die Gesamteinwohnerzahl beträgt etwa 22.000 (2004). Folgende Ortschaften gehören zur Gemeinde:
- Ašanja
- Brestač
- Deč
- Donji Tovarnik
- Karlovčić
- Kupinovo
- Obrež
- Ogar
- Pećinci
- Popinci
- Prhovo
- Sibač
- Sremski Mihaljevci
- Subotište mit Kirche zur Geburt des Hl. Johannes des Täufers
- Šimanovci

## Bevölkerung
Die Zusammensetzung der Bevölkerung der Gemeinde Pećinci war bei der Volkszählung 2002 wie folgt:
- Serben: 92,50 %
- Roma: 3,11 %
- andere oder keine Angaben: 4,93 %